# Mustis
Mustis es el seudónimo de Øyvind Johan Mustaparta, un músico noruego, que forma parte de la banda Susperia aunque debe su fama por su trabajo como tecladista en la banda de black metal sinfónico Dimmu Borgir. Comenzó a tocar el piano a los 8 años. Mustis se unió a Dimmu Borgir en 1998 y contribuyó a su atmósfera con sus partes melódicas en el teclado. Esto puede ser escuchado en canciones como "Progenies of the Great Apocalypse" (que él compuso) en su álbum Death Cult Armageddon (lanzado en 2003 con Nuclear Blast). No ha tocado en ninguna otra banda previamente a su entrada en Borgir y tuvo su primera actuación en vivo en el Dynamo Open Air festival (Festival al aire libre) el verano de 1998. 
Mustis y el cantante líder Shagrath eran amigos antes de que él se uniese a la banda en su pueblo natal Jessheim. Su adición con el teclado trae un nuevo elemento melódico al "maligno" sonido que Dimmu Borgir posee. 
Los trabajo de estudio de Mustis con Dimmu Borgir son Spiritual Black Dimensions (1999), Puritanical Euphoric Misanthropia (2001), Death Cult Armageddon (2003) y el relanzamiento de Stormblåst en 2005 y su más reciente álbum "In Sorte Diaboli" lanzado en el año 2007. 
El apellido de Mustis "Mustaparta", en finlandés,  significa "Barba Negra".
El 30 de agosto de 2009 abandonó Dimmu Borgir con ICS Vortex informando en un comunicado que su decisión se debía a que algunas de las canciones no fueron reconocidas como composiciones suyas en los créditos.

## Discografía

### Con Dimmu Borgir
- Godless Savage Garden (1998)
- Spiritual Black Dimensions (1999)
- Puritanical Euphoric Misanthropia (2001)
- Death Cult Armageddon (2003)
- Stormblåst (2005)
- In sorte Diaboli (2007)
- The Invaluable Darkness (2008)

- Datos: Q971701
- Multimedia: Øyvind Johan Mustaparta / Q971701